# Limosina pseudoleucoptera
Limosina pseudoleucoptera är en tvåvingeart som beskrevs av Oswald Duda 1924. Limosina pseudoleucoptera ingår i släktet Limosina och familjen hoppflugor. Inga underarter finns listade i Catalogue of Life.